# 張文玉 (羽毛球運動員)
張文玉（2002年8月29日—），加拿大女子羽毛球運動員。

## 簡歷
張文玉來自不列颠哥伦比亚省列治文，受訓於ClearOne羽毛球俱樂部。她曾在2017－2019年代表加拿大參加泛美青少年錦標賽，在2018年贏得團體、女雙、混雙冠軍，2019年再次贏得團體、女雙冠軍。
2021－2022年，張文玉在女單賽事較有斬獲。她在2021年蘇格蘭公開賽晉級四強、威爾斯國際賽晉級決賽；2022年，獲得烏克蘭公開賽亞軍，並在級別較高的奧爾良大師賽（Super100）首次晉級世界巡迴賽四強。

## 主要比賽成績
只列出曾進入準決賽的國際賽事成績：
| 年份   | 賽事                         | 公開賽級別 | 項目     | 搭檔         | 成績   |
| ------ | ---------------------------- | ---------- | -------- | ------------ | ------ |
| 2017年 | 泛美洲青年羽毛球錦標賽       | 其他       | 混合團體 | －           | 亞軍   |
| 2018年 | 泛美洲青年羽毛球錦標賽       | 其他       | 混合團體 | －           | 冠軍   |
| 2018年 | 泛美洲青年羽毛球錦標賽       | 其他       | 女子單打 | －           | 亞軍   |
| 2018年 | 泛美洲青年羽毛球錦標賽       | 其他       | 女子雙打 | Crystal Lai  | 冠軍   |
| 2018年 | 泛美洲青年羽毛球錦標賽       | 其他       | 混合雙打 | Kevin Wang   | 冠軍   |
| 2018年 | 危地馬拉羽毛球國際系列賽     | 國際系列賽 | 女子雙打 | Eliana Zhang | 亞軍   |
| 2019年 | 泛美洲青年羽毛球錦標賽       | 其他       | 混合團體 | －           | 冠軍   |
| 2019年 | 泛美洲青年羽毛球錦標賽       | 其他       | 女子雙打 | Crystal Lai  | 冠軍   |
| 2019年 | 美國羽毛球國際挑戰賽         | 國際挑戰賽 | 混合雙打 | 矢倉尼爾     | 準決賽 |
| 2020年 | 泛美洲羽毛球男女子團體錦標賽 | 其他       | 女子團體 | －           | 冠軍   |
| 2021年 | 蘇格蘭羽毛球公開賽           | 國際挑戰賽 | 女子單打 | －           | 準決賽 |
| 2021年 | 威爾斯羽毛球國際賽           | 國際挑戰賽 | 女子單打 | －           | 亞軍   |
| 2022年 | 烏克蘭羽毛球公開賽           | 國際挑戰賽 | 女子單打 | －           | 亞軍   |
| 2022年 | 泛美洲羽毛球男女子團體錦標賽 | 其他       | 女子團體 | －           | 亞軍   |
| 2022年 | 奧爾良羽毛球大師賽           | 超級100賽  | 女子單打 | －           | 準決賽 |
| 2022年 | 加拿大羽毛球國際挑戰賽       | 國際挑戰賽 | 女子雙打 | 吳熙兒       | 準決賽 |
| 2023年 | 泛美洲羽毛球混合團體錦標賽   | 其他       | 混合團體 | －           | 冠軍   |
| 2023年 | 墨西哥羽毛球國際挑戰賽       | 國際挑戰賽 | 女子單打 | －           | 亞軍   |
| 2023年 | 墨西哥羽毛球國際挑戰賽       | 國際挑戰賽 | 女子雙打 | 吳熙兒       | 準決賽 |
| 2023年 | 危地馬拉羽毛球國際挑戰賽     | 國際挑戰賽 | 女子單打 | －           | 準決賽 |
| 2023年 | 薩爾瓦多羽毛球國際賽         | 國際挑戰賽 | 女子單打 | －           | 準決賽 |
| 2023年 | 加拿大羽毛球國際挑戰賽       | 國際挑戰賽 | 女子單打 | －           | 冠軍   |
| 2024年 | 泛美洲羽毛球男女子團體錦標賽 | 其他       | 女子團體 | －           | 冠軍   |
| 2025年 | 泛美洲羽毛球混合團體錦標賽   | 其他       | 混合團體 | －           | 冠軍   |
| 2025年 | 泛美洲羽毛球錦標賽           | 其他       | 女子單打 | －           | 亞軍   |

| 2007-2017年 | 首要超級賽 | 超級賽 | 黃金大獎賽 | 大獎賽 | 國際挑戰賽 | 國際系列賽 | 未來系列賽 | 其他 |

| 2018-2026年 | 總決賽 | 超級1000賽 | 超級750賽 | 超級500賽 | 超級300賽 | 超級100賽 | 國際挑戰賽 | 國際系列賽 | 未來系列賽 | 其他 |

### 奧運會和世錦賽參賽紀錄
|          | 2022 | 2023 |
| -------- | ---- | ---- |
| 女子單打 | 32強 | 64強 |

## 外部連結
- 張文玉的Instagram帳戶